# Sitzvolleyball

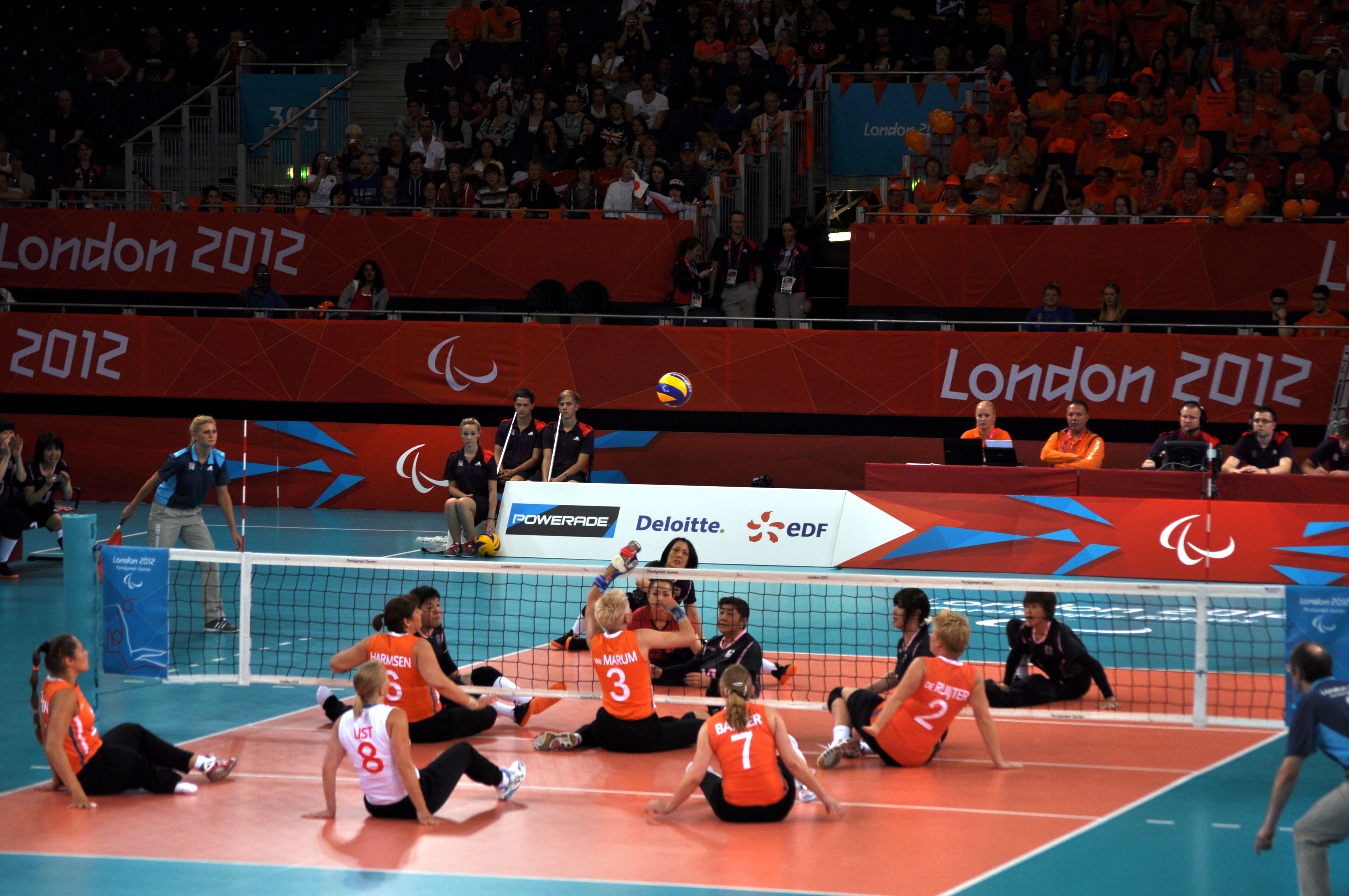
Ein Sitzvolleyballspiel bei den Paralympischen Spielen 2012

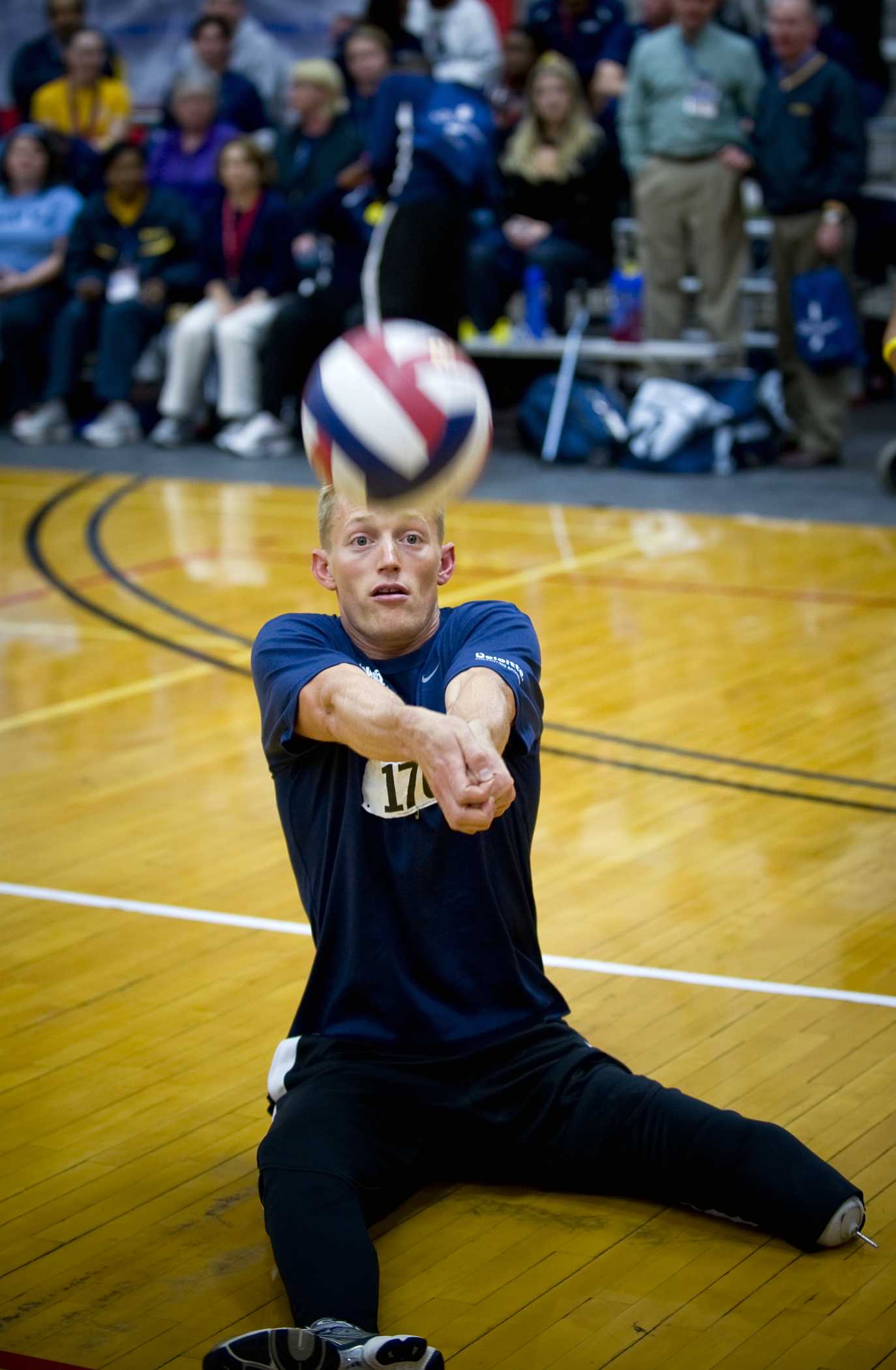
Ein Sitzvolleyballspieler der den Ball baggert.

Sitzvolleyball ist eine Variante des Volleyballs, die unter anderem im Behindertensport verbreitet ist. Das Spiel wurde in den Niederlanden erfunden und orientiert sich am Volleyball. Es wurde so modifiziert, dass es auch von Menschen mit Behinderung gespielt werden kann. Sitzvolleyball wird auf dem Hallenboden sitzend gespielt.

## Hauptunterschiede der Regeln im Vergleich zum Hallenvolleyball
- Die Angabe darf geblockt werden.[1]
- Das Feld ist kleiner (10 m × 6 m statt 18 m × 9 m).
- Die Angriffslinie liegt bei zwei Metern.
- Die Netzhöhe ist niedriger (1,15 Meter bei den Männern / 1,05 Meter bei den Frauen).
- Nur das Berühren der oberen Netzkante ist ein Fehler (nicht das gesamte Netz).
- Der Rumpf muss zum Zeitpunkt der Ballberührung Bodenkontakt haben.

### Mannschaftskonstellation bei Ligaspielen

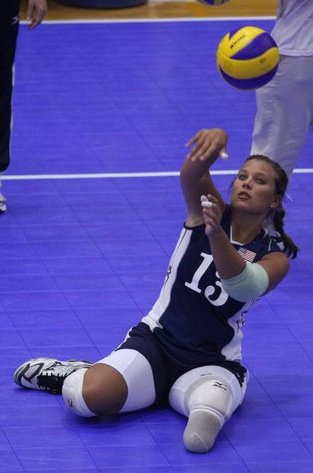
Eine Sitzvolleyballspielerin beim Aufschlag.

Dies ist unterschiedlich geregelt. Bei Einladungsturnieren mit internationaler Beteiligung findet keine Beschränkung bezüglich einer Behinderung statt. Bei der deutschen Meisterschaft müssen eine bestimmte Anzahl an Spielern auf dem Feld eine Beeinträchtigung haben, es dürfen aber auch Personen ohne Behinderung mitspielen.

### Bewegung
Die Spieler bewegen sich, indem sie über den Boden rutschen, hierfür werden meistens die Arme und Beine benutzt. In den meisten Fällen gilt jedoch, dass der Rumpf zum Zeitpunkt der Ballberührung Bodenkontakt hat. Ist dies nicht der Fall, gewinnt der Gegner Punkt und Aufschlagsrecht.

### Zählweise
Da die Sitzvolleyball-Regeln den internationalen Volleyball-Regeln folgen, zählt seit 1999 jeder Ball als Punkt. Diejenige Mannschaft, die als erste 25 Punkte erreicht und zwei Punkte Vorsprung hat, gewinnt den Satz. Das Spiel geht an die Mannschaft, die als erste drei Sätze gewonnen hat, wobei der fünfte Satz (Tie-Break) nur noch bis 15 Punkte gespielt wird.
Bei der deutschen Meisterschaft und einigen Turnieren die keine Meisterschaft sind, variiert die Anzahl der Gewinnsätze teilweise. Es werden dann zum Beispiel nur zwei Gewinnsätze gespielt, wobei der dritte Satz der Tie-Break ist.

## Meister

### Deutsche Meister (Mixed)
- 1982: Spielgem. Aachen/Dü.-Benrath
- 1983: BSG Bielefeld
- 1984: BSG Bielefeld
- 1985: BSG Bielefeld
- 1986: BSG Bielefeld
- 1987: HVS Hamburg
- 1988: Die Deutsche Meisterschaft fiel wegen der Paralympischen Spiele in Seoul aus
- 1989: TSV Bayer 04 Leverkusen
- 1990: TSV Bayer 04 Leverkusen
- 1991: HVS Hamburg
- 1992: TSV Bayer 04 Leverkusen
- 1993: TSV Bayer 04 Leverkusen
- 1994: TSV Bayer 04 Leverkusen
- 1995: TSV Bayer 04 Leverkusen
- 1996: TSV Bayer 04 Leverkusen
- 1997: TSV Bayer 04 Leverkusen
- 1998: TSV Bayer 04 Leverkusen
- 1999: TSV Bayer 04 Leverkusen
- 2000: TSV Bayer 04 Leverkusen
- 2001: TSV Bayer 04 Leverkusen
- 2002: TSV Bayer 04 Leverkusen
- 2003: TSV Bayer 04 Leverkusen II
- 2004: TSV Bayer 04 Leverkusen
- 2005: TSV Bayer 04 Leverkusen
- 2006: SV Berliner Brauereien
- 2007: TSV Bayer 04 Leverkusen
- 2008: TSV Bayer 04 Leverkusen
- 2009: BV Leipzig
- 2010: TSV Bayer 04 Leverkusen
- 2011: TSV Bayer 04 Leverkusen
- 2012: TSV Bayer 04 Leverkusen
- 2013: BV Leipzig
- 2014: TSV Bayer 04 Leverkusen
- 2015: BV Leipzig
- 2016: TSV Bayer 04 Leverkusen
- 2017: TSV Bayer 04 Leverkusen
- 2018: TSV Bayer 04 Leverkusen
- 2019: Dresdner SC 1898
- 2020: Absage wegen COVID-19
- 2021: TSV Bayer 04 Leverkusen
- 2022: Dresdner SC 1898
- 2023: TSV Bayer 04 Leverkusen
- 2024: TSV Bayer 04 Leverkusen

### Deutsche Meister (Frauen)
Im Jahr 2023 wurde erstmals eine Deutsche Meisterschaft der Frauen ausgetragen.
- 2023: TSV Bayer 04 Leverkusen
- 2024: TSV Bayer 04 Leverkusen

### International
Euro-Cup-Sieger
- 1987: Dio Bedum (Niederlande)
- 1990: Tubanten/Boemerang (Niederlande)
- 1991: TSV Bayer 04 Leverkusen (Deutschland)
- 1992: Blauw Wit (Niederlande)
- 1993: Kristiansand (Norwegen)
- 1994: ESI Team (Finnland)
- 1995: Piremon (Ungarn)
- 1996: Piermon
- 1997: TSV Bayer 04 Leverkusen
- 1998: TSV Bayer 04 Leverkusen
- 1999: Savico/De Tubanten (Niederlande)
- 2000: SDI SPID (Bosnien und Herzegowina)
- 2001: SDI SPID
- 2002: SDI SPID
- 2003: SDI SPID
- 2004: OKI Fantomi (Bosnien und Herzegowina)
- 2005: SDI SPID
- 2006: SDI SPID
- 2007: OKI Fantomi
- 2008: OKI Fantomi
- 2009: OKI Fantomi
- 2010: OKI Fantomi
- 2011: SDI SPID
- 2012: SDI SPID
- 2013: OKI Fantomi
- 2014: OKI Fantomi
- 2015: SDI SPID
- 2016: OKI Fantomi
- 2017: OKI Fantomi

Weltmeister im Männer-Sitzvolleyball
- 1983: Niederlande
- 1985: Iran
- 1986: Iran
- 1989: Niederlande
- 1990: Iran
- 1994: Iran
- 1998: Iran
- 2002: Bosnien und Herzegowina
- 2006: Bosnien und Herzegowina
- 2010: Iran
- 2014: Bosnien und Herzegowina
- 2018: Iran
- 2022: Iran

Weltmeister im Frauen-Sitzvolleyball
- 1994: Niederlande
- 2000: Niederlande
- 2002: Niederlande
- 2006: Niederlande
- 2010: Volksrepublik China
- 2014: Volksrepublik China
- 2018: Russland
- 2022: Brasilien

Europameister im Männer-Sitzvolleyball
- 1981: Niederlande
- 1985: Niederlande
- 1987: Niederlande
- 1991: Niederlande
- 1993: Norwegen
- 1995: Ungarn
- 1997: Finnland
- 1999: Bosnien und Herzegowina
- 2001: Bosnien und Herzegowina
- 2003: Bosnien und Herzegowina
- 2005: Bosnien und Herzegowina
- 2007: Bosnien und Herzegowina
- 2009: Bosnien und Herzegowina
- 2011: Bosnien und Herzegowina
- 2013: Bosnien und Herzegowina
- 2015: Bosnien und Herzegowina
- 2017: Russland
- 2019: Russland
- 2021: Bosnien und Herzegowina
- 2023: Bosnien und Herzegowina
- 2025: Bosnien und Herzegowina

## Paralympics-Sieger

### Männer-Sieger
- 1980: Niederlande
- 1984: Niederlande
- 1988: Iran
- 1992: Iran
- 1996: Iran
- 2000: Iran
- 2004: Bosnien und Herzegowina
- 2008: Iran
- 2012: Bosnien und Herzegowina
- 2016: Iran
- 2020: Iran
- 2024: Iran

### Frauen-Sieger
- 2004: Volksrepublik China
- 2008: Volksrepublik China
- 2012: Volksrepublik China
- 2016: Vereinigte Staaten
- 2020: Vereinigte Staaten
- 2024: Vereinigte Staaten

## Städte in Deutschland mit Sitzvolleyballmannschaften
In den folgenden dreizehn deutschen Städten gibt es derzeit Vereine, in denen Sitzvolleyball gespielt wird.
- Berlin: SC Charlottenburg
- Bremen: BTS Neustadt
- Dresden: Dresdner SC
- Esslingen am Neckar: SV 1845 Esslingen
- Halstenbek/Pinneberg: VG Halstenbek-Pinneberg
- Hoffenheim: Anpfiff Hoffenheim e. V
- Hünfeld: Hünfelder SV
- Kiel: Kieler TV
- Koblenz: BSV Rheinland-Pfalz
- Leipzig: LBRS e. V.
- Leverkusen: TSV Bayer 04 Leverkusen
- Magdeburg: HSV Medizin Magdeburg
- Potsdam: SC Potsdam

## Meisterschaften

### National
- Landesmeisterschaften
- Deutsche Meisterschaft

### International
- Europapokal der Landesmeister
- Europameisterschaften
- Weltmeisterschaft
- Weltpokal der Landesmeister
- Paralympics

## Bundestrainer
Der aktuelle Trainer der deutschen Männer-Sitzvolleyballnationalmannschaft ist Christoph Herzog. Co-Trainer der Männermannschaft sind Ralf P. Lenz, Thomas Dzialas, Manuel Müller (Scout), Jürgen Schrapp und Hubertus Golf. Trainer der Frauen ist Norman Thomas.